# Starozavodske, Nikopol
Starozavodske (în ucraineană Старозаводське) este un sat în comuna Menjînske din raionul Nikopol, regiunea Dnipropetrovsk, Ucraina.

## Demografie
Componența lingvistică a localității Starozavodske
     Ucraineană (90,83%)
     Rusă (9,17%)
Conform recensământului din 2001, majoritatea populației localității Starozavodske era vorbitoare de ucraineană (90,83%), existând în minoritate și vorbitori de rusă (9,17%).